# Consistorio del V Distrito de París
El consistorio del V Distrito de París es el edificio que alberga los servicios municipales de la 5 distrito de París, Francia. Se encuentra en el n. 13 de la rue del Panteón.

## Historia
Siguiendo una ley aprobada el 2 de julio de 1844, el edificio fue diseñado por el arquitecto Jean-Baptiste Guenepin y fue completado transformado en 1849 por Jacques Hittorff. A cargo del diseño de interiores, Pierre-Victor Calliat, llevó a cabo su trabajo entre 1866 y 1870. Está inspirado en la facultad de derecho ubicada simétricamente en la plaza, que data de 1770. Sin embargo, el edificio rápidamente resultó ser demasiado pequeño y los trabajos de reconstrucción se llevaron a cabo a partir de 1921.
El salón de bodas incluye un busto de mármol de Marianne realizado por Wermare.
Su fachada está catalogada como monumento histórico por orden del 27 de febrero de 1925.
Entre 1932 y 1989, en el último piso, bajo el techo, estuvo la biblioteca Marguerite-Durand.
En diciembre de 1935, acogió, como otros cinco lugares de la capital, la primera emisión pública de programas de televisión en Francia.
 

En la gran escalera se exhiben cinco lienzos estirados que representan los Jardines de Luxemburgo, pintados por Henri Martin entre 1932 y 1935.

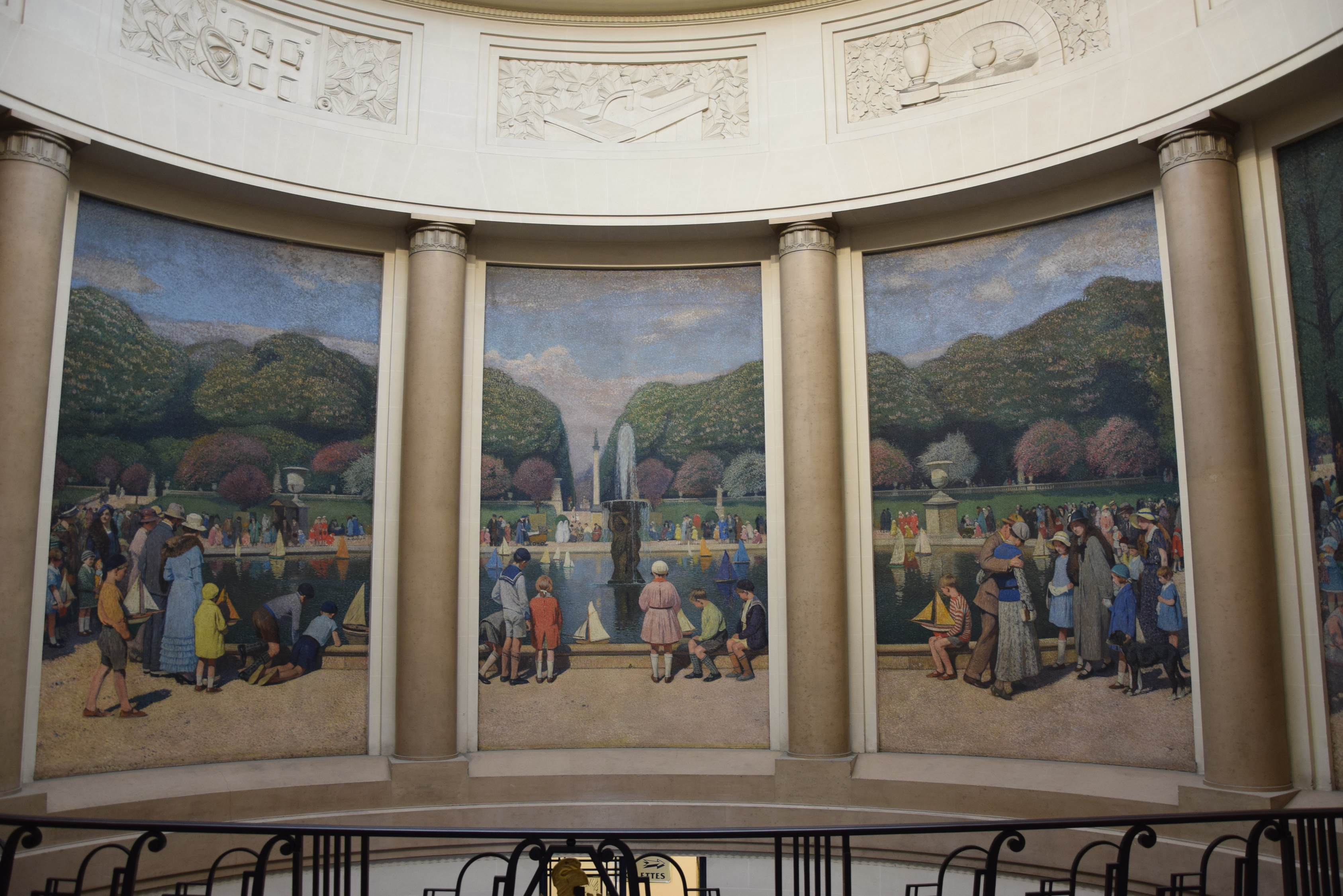
Bocetos de los cinco lienzos de Henri Martin pintados entre 1932 y 1935, que representan a los caminantes en los Jardines de Luxemburgo que se exhiben en la gran escalera.